# Kawamura Kiyoo

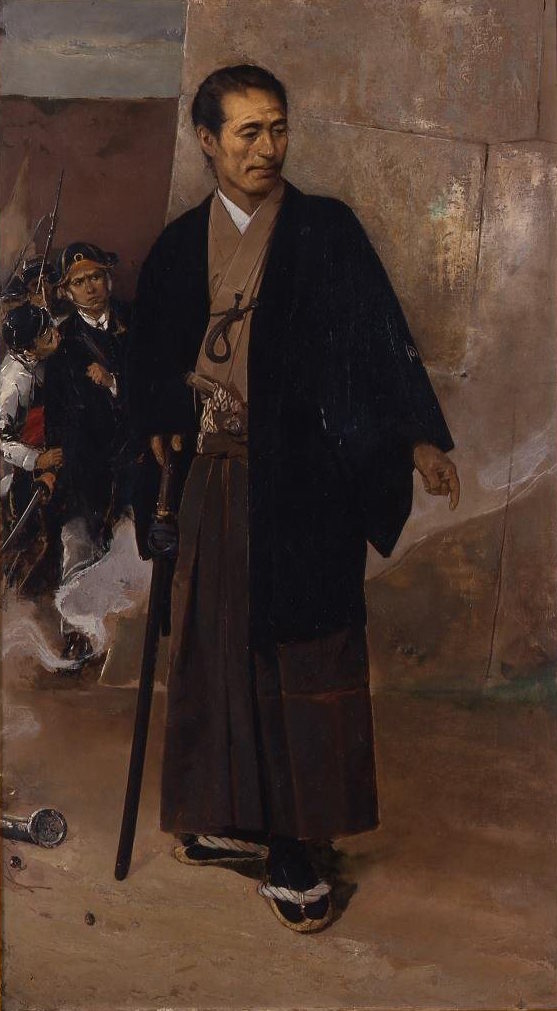
Porträt von Katsu Kaishū

Kawamura Kiyoo (japanisch 川村 清雄; 13. Juni 1852 in Edo – 16. Mai 1934 in Tokio), eigentlicher Name Atsugorō (圧五郎), war ein japanischer Maler des Yōga-Stils. Er gehörte zur ersten Generation japanischer Maler, die in den USA und in Europa studierten.

## Leben und Werk
Kiyoo war der älteste Sohn von höheren Beamten des Shogunats und wurde in der Residenz der Kawamura-Familie in Edo (Tokio) geboren. Er war der Enkel des Kawamura Nagataka (川村 修就; 1795–1878), der am Ende seiner Laufbahn Kommissar in Niigata gewesen war. Im Alter von acht Jahren erhielt Kiyoo vom Maler des Lehens Tosa-han, Sumiyoshi Naiki (住吉 内記; 1793–1862) seinen ersten Unterricht. Als sein Großvater 1861 Kommissar der Stadt Ōsaka wurde, ging auch er dorthin und lernte bei dem Nanga-Maler Tanomura Chokunyū (1814–1907). Zurück in Edo nahm er Unterricht bei dem Maler des Tayasu-Zweiges der Tokugawa, Haruki Nammei (1795–1878).
1863 nahm er auf Veranlassung des Bakufu Unterricht in Englisch und besuchte die Schule Kaiseijo (開成所). Dort studierte er weiter Malerei, zunächst bei Kawakami Tōgai, dann westliche Malerei bei Takahashi Yuichi. 1871 wurde er im Alter von 18 Jahren als einer der Stipendiaten der Tokugawa-Familie in die USA geschickt und sollte dort Politik und Rechtswissenschaft studieren. 1873 ging er jedoch nach Paris, um sich in der Malerei fortzubilden. Einer seiner Lehrer dort war Horace de Callias (1847–1921). 1876 ging er für einige Jahre nach Venedig und kehrte dann 1881 nach Japan zurück. 1889 beteiligte er sich 1889 an der Gründung der Künstlervereinigung Meiji bijutsu-kai (明治美術会). Als Bewunderer von Zeshin lernte er auch Malen auf Lack-Hintergrund.
1929 beauftragte Sylvain Lévi Kawamura mit einem Gemälde. Dieses Werk mit dem Titel „Gründung der Nation“ (建国, Kenkoku), kam in das Musée du Luxembourg in Paris. 1931 stiftete Tokugawa Iesato (1863–1940) Kawamuras Gemälde Shinten-fu (振天府) der Meiji-Gedächtnisgalerie in Tokio.
Kawamuras bevorzugte Themen waren Blumen und Stillleben, er malte aber auch Porträts und Landschaften. Sein Stil war westlich, aber die Stillleben lassen Japanisches spüren.

## Bilder

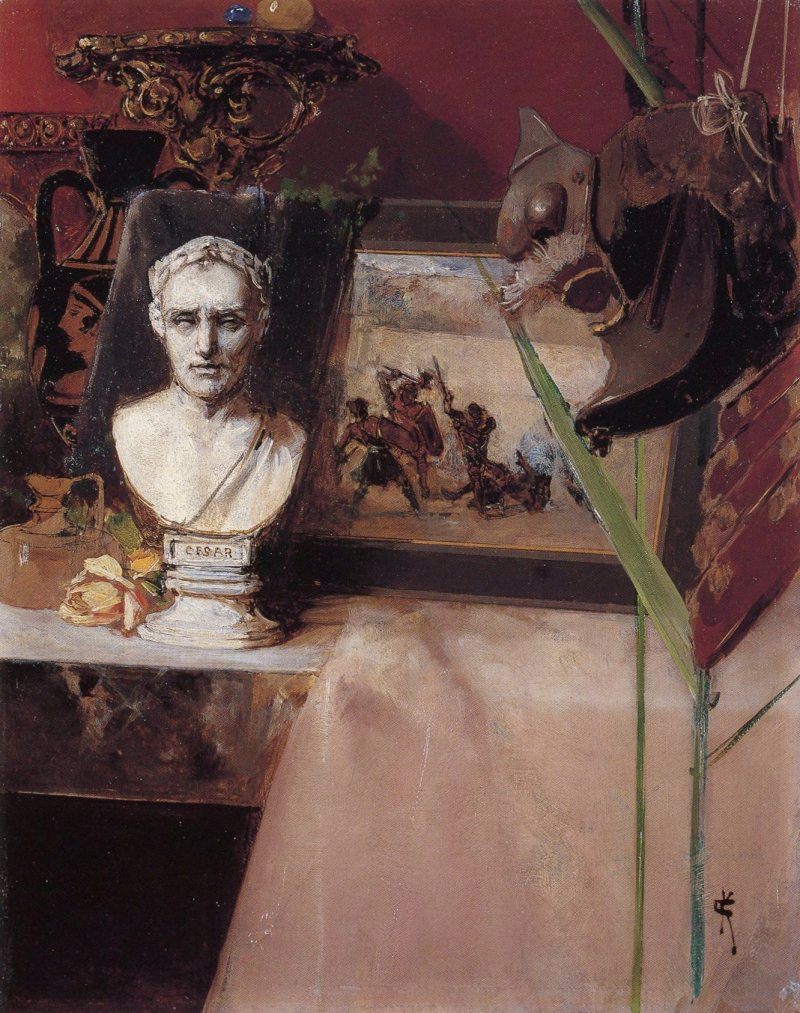
Stillleben im Raum, um 1880[A 2]
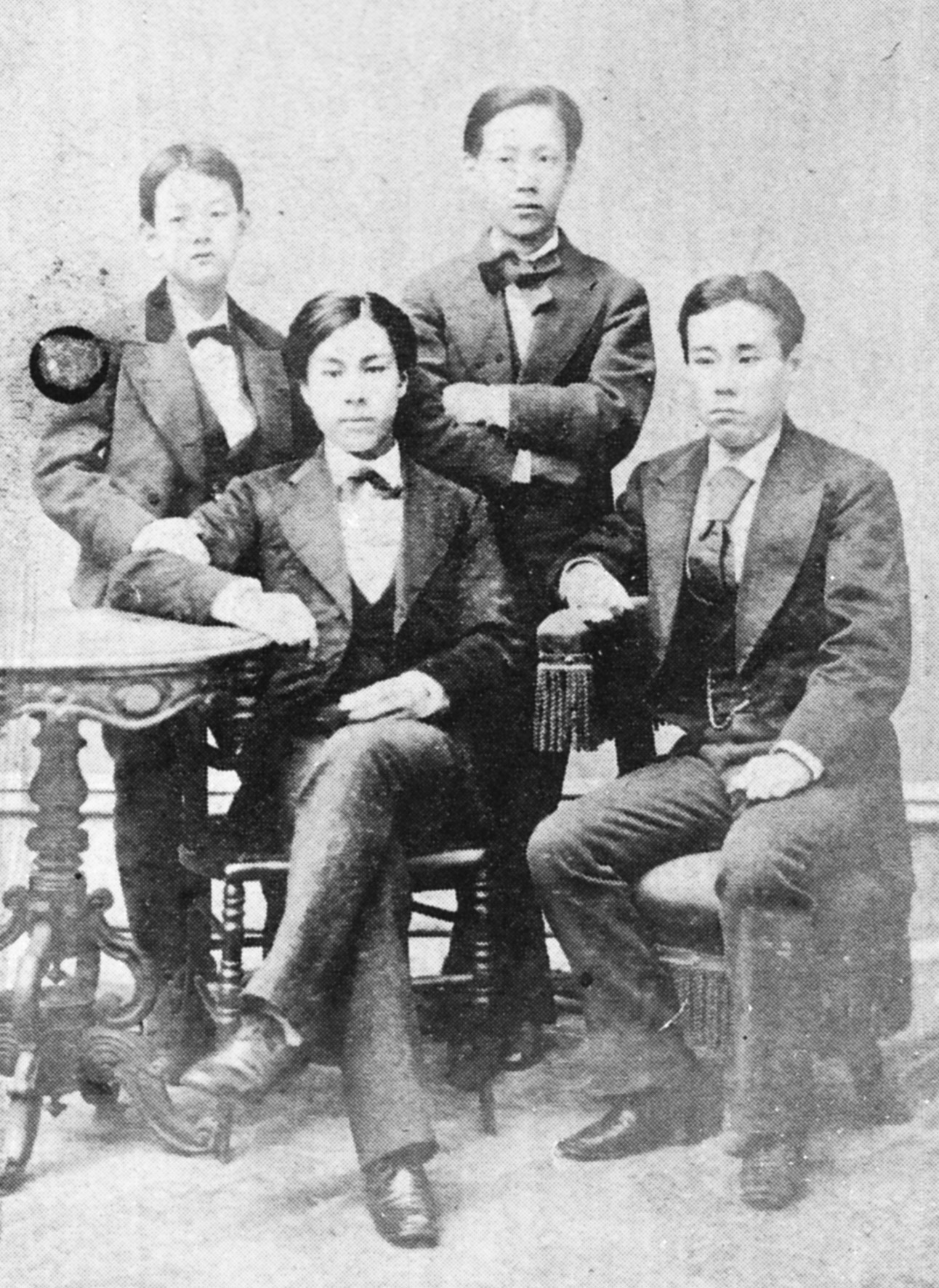
Kawamura (2. v. links) in New York
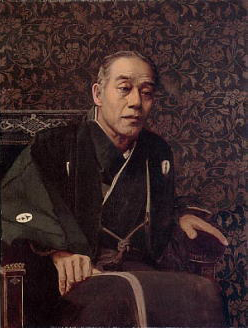
Fukuzawa Yukichi, 1900
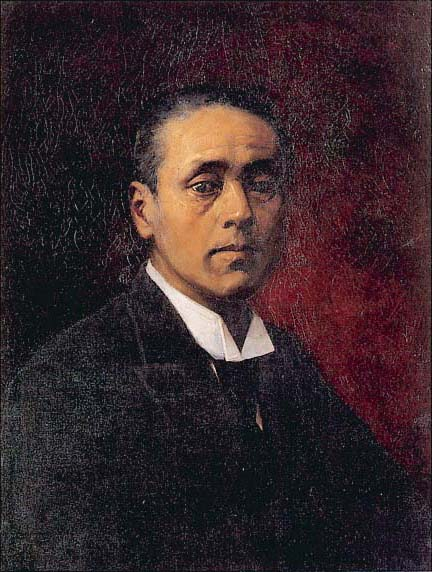
Yamakawa Kenjirō[A 3]
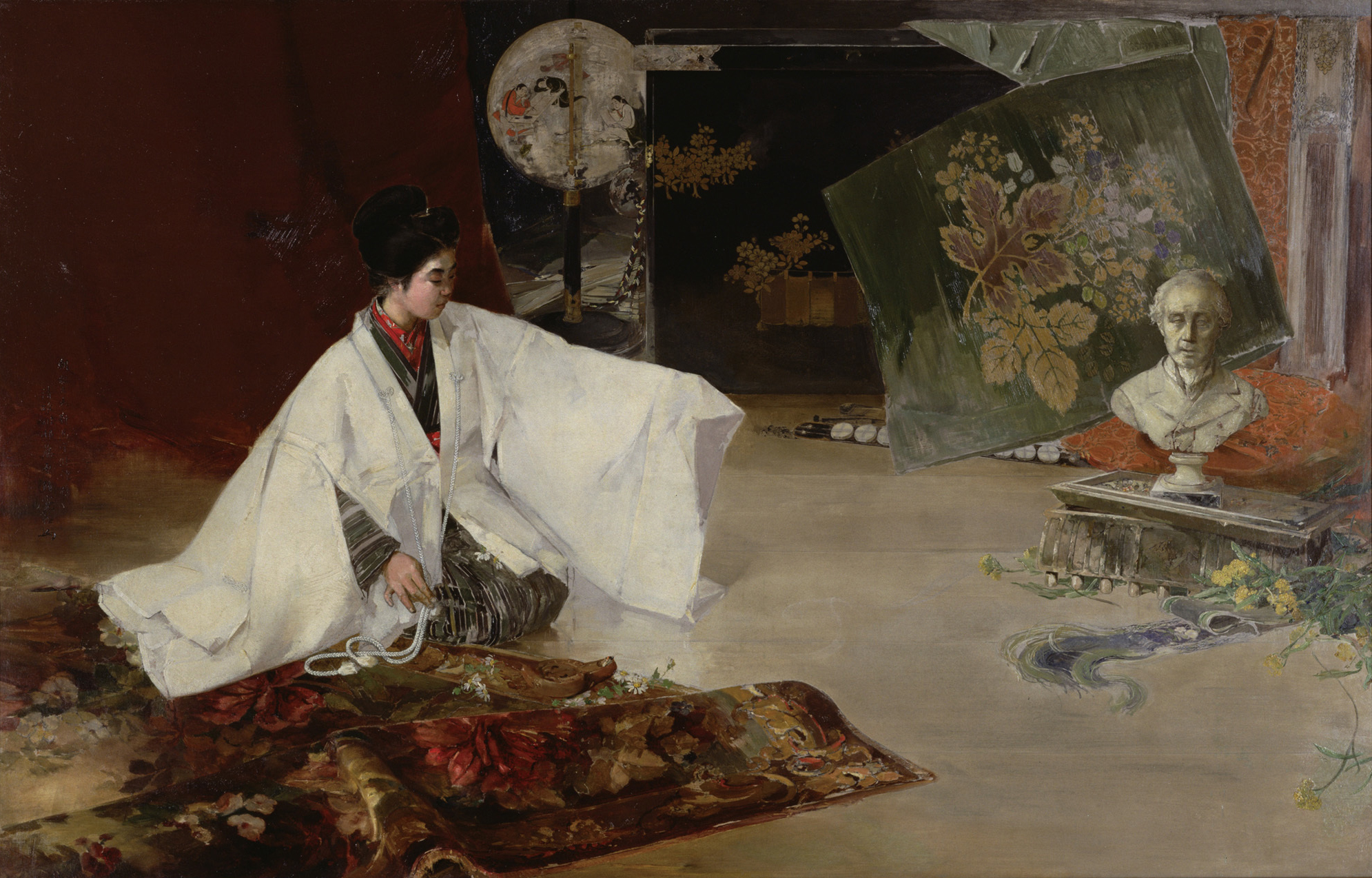
Gräfin Katsu in Hofkleidung
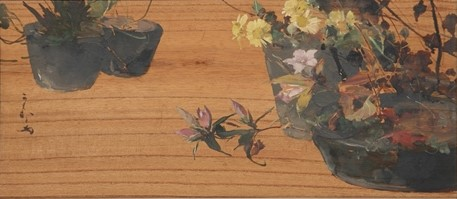
Stillleben
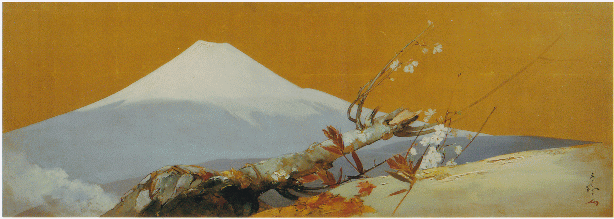
Fuji mit Kirschen